# Kuno Becker
Eduardo Kuno Becker Paz (Cidade do México, 14 de Janeiro de 1978), é um ator mexicano de ascendência hispânica conhecido por seus trabalhos em telenovelas (como Primer amor... a mil por hora, interpretando León), no cinema mexicano e no cinema estadunidense. Kuno ficou muito conhecido por interpretar Santiago Muñez no filme Goal! e suas respectivas sequencias.

## Biografia
Kuno Becker nasceu na Cidade do México e é filho de Manuel Becker Cuellar e Olga Breeskin; seu avô paterno era um rico empresário e seu avô materno era espanhol. Seus ancestrais eram alemães e espanhois. Ele tem dois irmãos, Gunther e Karine. Becker começou sua carreira como um artista ainda quando jovem, embora não como um ator, mas como um músico. Quando ele tinha seis anos de idade, ele tornou-se um violinista profissional, tamanho era seu dom. Após de Kuno obter uma bolsa escolar, ele viajou para a Europa e iniciou os seus estudos na Universidade Mozarteum localizada na cidade de Salzburgo, na Áustria, onde ele passou vários anos tendo aulas com violonistas internacionalmente famosos, como os professores Denes Zsigmondi e Ruggiero Ricci.

### Carreira de Ator
Aos dezessete anos de idade, Kuno tomou a decisão de parar com a sua carreira de violinista, para poder seguir o que agora ele considera de sua maior paixão, ser ator. Ele participou de uma audição com mais de 3.200 candidatos e foi aceito como estudante no Centro de Educación Artística (CEA), da Televisa.
Quando tinha dezenove anos, logo após cursar dois anos de estudos de teatro, ele obteve o seu primeiro papel na telenovela chamada Para Toda la Vida, onde ele teve participação em 120 episódios. Logo depois ele participou nas telenovelas: Pueblo chico, infierno grande, El alma no tiene color, Desencuentro, Rencor Apasionado, Camila e Soñadoras (seu primeiro papel como protagonista). Em abril de 2000, Becker terminou as gravações da telenovela Mujeres engañadas, o seu segundo papel como protagonista. No mesmo ano foi teve seu terceiro papel como protagonista na telenovela Primer amor... a mil por hora juntamente com sua namorada na época a cantora e atriz mexicana Anahi e juntos gravaram a música "Juntos" que era tema da novela. Já em 2007,apresentou uma das categorias dos prêmios Billboard Latino ao lado de Marlene Favela em Miami,nos Estados Unidos.Fez uma participação especial no 8º episódio da sétima temporada da série House como um paciente que faz um acordo com Deus,prometendo crucificar-se a cada ano que sua filha sobrevivesse a um tumor cerebral. Recentemente fez parte da série Dallas, como Drew Ramos.

## Filmografias

### Telenovelas
- Mi secreto (2022-2023) como Alfonso Ugarte (Jovem)
- Fuego ardiente (2021) como Joaquín Ferrer
- Corazones al límite (2004) como Roy
- ¡Vivan los niños! (2002) como Horacio
- Primer amor... a mil por hora (2000) como León Baldomero
- Mujeres engañadas (1999) como César Martínez
- Camila (1998) como Julio Galindo
- Rencor apasionado (1998) como Pablo
- Soñadoras (1998) como Ruben Barraisaba
- El privilegio de amar (1998)
- El alma no tiene color (1997) como Juan José
- Pueblo chico, infierno grande (1997) como Emilio young
- Desencuentro (1997) como David Rivera
- Te sigo amando (1997) como Humberto
- Para toda la vida (1996) como Eduardo

### Filmes
- From PRADA to nada (2011) como Rodrigo
- Goal! 3 (2009) como Santiago Muñez
- Goal II: Living the Dream (2007) como Santiago Muñez
- Carros (2007) com Lighting Mcqueen (Mexico/Espanhol-dublagem)
- From Mexico With Love (2007) como Hector Villa
- Sex and Breakfast (2007) como Ellis
- Nomad (2006) como Mansur
- English as a Second Language (2005) como Bolivar De La Cruz
- Goal! (2005) como Santiago Muñez
- Isla Bella (2005) como Rogelio
- Imagining Argentina (2003) como Gustavo Santos
- La hija del caníbal (2003) como Adrián
- La primera noche (1998) como batt'ad kid

### Séries
- House (2011) - 7ª Temporada - 8º Episódio "Pequenos Sacrifícios" - Personagem: Ramon Silva (paciente de Gregory House)
- Dallas (2013) - Elenco Regular
- CSI: Miami (2011/2012) - 10ª Temporada - Episódios 4, 8 e 16 - Personagem: Esteban Navarro, um médico Serial Killer.

## Ligação Externa
- KUNO BECKER no Twitter
- KunoBeckerOnline.com
- Los Angeles de Kuno.com
- Kuno Becker. no IMDb.